# Ogilvy's
Pour les articles homonymes, voir Ogilvy (homonymie).
Ogilvy's ou La Maison Ogilvy, est un ancien grand magasin du centre-ville de Montréal, au Québec, devenu en 1987 un centre commercial.
Il est accessible de la rue de la Montagne et de la rue Sainte-Catherine. Plusieurs marques haut de gamme et de luxe y ont leur propre commerce.
Ogilvy reste le seul des quatre grands magasins de l'ouest du centre-ville à toujours fonctionner sous son nom original, même s'il n'est plus véritablement depuis 1987 un grand magasin mais un regroupement de boutiques. On en parle souvent comme de la « Grande dame de la rue Sainte-Catherine ».

## Histoire

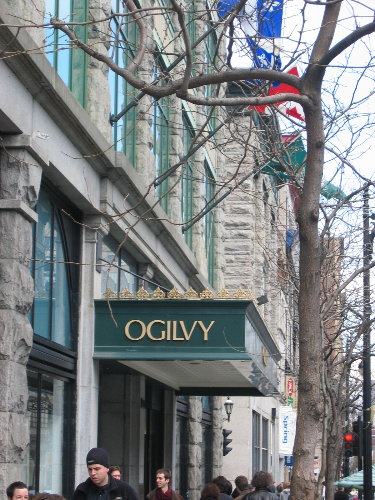
Entrée sur Sainte-Catherine

Fondé en 1866 par James A. Ogilvy, un pionnier du commerce de détail à Montréal, le premier magasin était situé sur la rue de la Montagne, au nord de la rue Saint-Jacques. Comme la clientèle aisée migrait vers le nord, le magasin déménagea en 1884 à l'angle de la rue Saint-Antoine, puis, en 1896, à l'angle nord-est de la rue Sainte-Catherine. C'est finalement en 1908 que Ogilvy acheta le site actuel et l'immeuble en pierre de style néo-roman fut terminé en 1912, sur les plans de David Ogilvy, le fils de James.
En 1927, le magasin ainsi que le nom Ogilvy furent acquis par la famille Nesbitt, dont l'héritier, J. Aird Nesbitt (20 ans à l'époque), prit en charge la gestion du magasin. Nesbitt créa un style et une personnalité propre pour le magasin Ogilvy de Montréal.
En 1928, Ogilvy ouvrit la première salle de concert de Montréal, la salle Tudor, au cinquième étage du magasin. La première diffusion radiophonique canadienne d'un concert de l'Orchestre symphonique de Montréal fut faite de cette salle en 1931. La salle est utilisée par l'orchestre et d'autres formations entre 1929 et 1957. Nesbitt inaugura une autre tradition de Ogilvy en 1950 alors qu'il engagea deux joueurs de cornemuse écossais pour parader dans tout le magasin chaque jour, entre midi et treize heures. Plus de cinquante ans après, un cornemuseur fait encore cette parade  chaque jour. Durant les années 1960, Ogilvy possédait des plus petites succursales aux Galeries d'Anjou (1968), Carrefour Laval(1983) et au Fairview Pointe-Claire(1965).
Après la retraite de Nesbitt, Ogilvy changea de main une autre fois en 1985. Les nouveaux propriétaires rénovèrent le magasin de l'intérieur, et un nouveau OGILVY rouvrit en septembre 1987. Ogilvy fut ainsi le premier grand magasin au Canada à adopter le concept de « magasin dans un magasin », qui permet au magasin d'aligner plusieurs boutiques indépendantes sous le même toit. Chaque boutique garde son caractère unique en s'intégrant au thème particulier à chaque étage, et tous partagent la même politique de service à la clientèle. La Maison Ogilvy héberge aussi un restaurant (Café Romy au sous-sol), un salon de coiffure (O Coiffure et Spa au 4e étage), un fleuriste (Fleuriste Gilchrist au sous-sol) et un service shopping personnalisé qui est gracieusement offert par la maison.

## Boutiques

### Sous-sol
Boutique de Noël (en saison) •
Café Romy •
Canada Goose •
Crabtree & Evelyn •
Dermo Spa •
Essence du Papier •
Fleuriste Gilchrist •
Godiva Chocolatier •
Lacoste •
Splendid •
Taschen ! •
Vince •
7 For All Mankind

### Rez-de-chaussée
Bleu comme le ciel •
Burberry Accessoires •
Christofle •
H.Stern •
Kielh's •
L'Officine •
Louis Vuitton •
Michael Kors Accessoires •
Ogilvy Accessoires •
Ogilvy Bas •
Ogilvy Beauté •
Ogilvy Joaillerie •
Ogilvy Maroquinerie •
Ogilvy Parfumerie 

### 2eÉtage
AK Anne Klein •
Betty Barclay •
Collange Lingerie •
Jones New York Collection •
Jones New York Signature •
Judith & Charles •
Lauren by Ralph Lauren •
Luisa Cerano • Michael Kors •
Ogilvy Collections •
Ogilvy Femme •
Ogilvy Femme tailles 14-22 •
Ogilvy Manteaux •
Ogilvy Signatures •
Steilmann 

### 3eÉtage
Basler •
Burberry •
Ça va de soi •
Gerard Darel •
Hugo Boss Femme •
Jaeger •
Jenna Les Collections •
Laurèl •
Ogilvy Chaussures •
Ports 1961 •
Weekend by Max Mara

### 4eÉtage
Brax • 
Bugatti • 
Hugo Boss Homme • 
Jones New York Woman Hugo Boss Femme • 
Ogilvy Monsieur Chaussures • 
O Coiffure & Spa • 
Ogilvy Monsieur • 
Paul & Shark

### 5eÉtage
Design Louis George •
Literie Fine Louis George •
Tapis Nouraie